# Informática para a biodiversidade
A Informática para a biodiversidade é a aplicação de técnicas de informática para melhorar a gestão, apresentação, descoberta, exploração e análise da informação sobre biodiversidade.  Basicamente, ele baseia-se em informações taxonómicas , biogeográficas ou ecológicas armazenadas em formato digital, que, com a aplicação de técnicas modernas de computação, podem gerar novas formas de visualizar e analisar informações existentes, bem como modelos preditivos de informações que não ainda existem (veja modelação de nicho ).  A informática da biodiversidade é uma disciplina relativamente nova (o termo foi cunhado em ou por volta de 1992), mas tem centenas de profissionais em todo o mundo, incluindo os numerosos indivíduos envolvidos com o projeto e a construção de bases de dados taxonómicas .  O termo "Informática para a Biodiversidade" é geralmente usado, em sentido amplo, para aplicar ao manuseio informatizao de qualquer informação sobre biodiversidade; o termo um pouco mais amplo de "bioinformática" é frequentemente usado como sinónimo do tratamento informático de dados na área especializada de biologia molecular.

## Introdução
A informática para a biodiversidade (diferente, mas ligada à bioinformática) é a aplicação de métodos de tecnolgias da informação aos problemas de organização, acesso, visualização e análise dos dados primários da biodiversidade.  Os dados primários de biodiversidade são compostos de nomes, observações e registros de espécimes e dados genéticos e morfológicos associados a um espécime.  A informática para a biodiversidade também pode ter que lidar com a gestão de informações de taxa não identificados, como aquelas produzidas por amostragem ambiental e sequenciação de amostras mistas de campo.  O termo informática para a biodiversidade também é usado para cobrir os problemas computacionais específicos dos nomes de entidades biológicas, como o desenvolvimento de algoritmos para lidar com representações alternativas de identificadores como nomes de espécies e autoridades, e os esquemas de classificação múltipla dentro dos quais essas entidades podem residir de acordo com as preferências de diferentes trabalhadores no campo, bem como a sintaxe e semântica pela qual o conteúdo em bases de dados taxonómicas pode ser feito pesquisado por máquina e interoperável para fins de informática de biodiversidade...

## História da disciplina
A Informática para a Biodiversidade pode ser considerada como tendo começado com a construção das primeiras bases de dados taxonómicas informatizadas no início dos anos 70, e progrediu através do desenvolvimento subsequente de ferramentas de pesquisa distribuída no final dos anos 90, incluindo o Species Analyst da Universidade de Kansas, a North American Biodiversity Information Network NABIN, o CONABIO no México e outros, o estabelecimento do Global Biodiversity Information Facility em 2001, e o desenvolvimento paralelo de uma variedade de modelos de nicho e outras ferramentas para operar com dados digitalizados sobre biodiversidade a partir de meados dos anos 80 (e.g., ver). Em setembro de 2000, a revista americana Science dedicou uma edição especial a "Bioinformática para a Biodiversidade", a revista "Biodiversity Informatics" começou a ser publicada em 2004, e várias conferências internacionais reuniram profissionais da Biodiversity Informatics, incluindo em Londres a conferência e-Biosphere Arquivado em 2 de abril de  2019, no Wayback Machine. em junho de 2009.  Um suplemento para a revista BMC Bioinformatics (Volume 10 Suppl 14 ), publicado em novembro de 2009, também foi dedicado à Informática para a Biodiversidade.

## História do termo
De acordo com a correspondência reproduzida por Walter Berendsohn, o termo "Biodiversity Informatics" foi cunhado por John Whiting em 1992 para cobrir as atividades de uma entidade conhecida como Canadian Biodiversity Informatics Consortium, um grupo envolvido na fusão de informações básicas sobre biodiversidade com economia ambiental. e informação geoespacial na forma de GPS e GIS .  Posteriormente, parece ter-se perdido qualquer conexão obrigatória com o mundo GPS / GIS e estar associado à gestão informática de quaisquer aspectos da informação sobre biodiversidade (por exemplo, ver)